# Macaé Esporte Futebol Clube
Maillots
Actualités
Dernière mise à jour : 21 avril 2020.
Le Macaé Esporte Futebol Clube est un club brésilien de football basé à Macaé dans l'État de Rio de Janeiro.
Sa plus grande réalisation est de remporter la Série C (3e division brésilienne) en 2014, où il bat des équipes traditionnelles telles que Fortaleza, CRB et Paysandu. 

## Palmarès
- Campeonato Brasileiro Série C : 2014
- Campeonato Carioca de troisième division : 1998
- Campeonato Macaense : 1994 et 1995
- Torneio Maurício Bittencourt : 2005
- Copa Eureka : 2016

## Entraîneurs du club[1]
- Josué Teixeira
- Toninho Andrade
- Tita